# Ben Korsten
Bernardus Simon (Ben) Korsten (Hillegom, 9 mei 1916 - Wassenaar, 27 augustus 1969) was een Nederlandse journalist. Hij wordt gezien als de eerste spindoctor van Nederland.

## Begin van zijn loopbaan
Korsten groeide op in Heemstede. In 1937 begon hij zijn journalistieke loopbaan bij het Haarlems Dagblad. Na de Tweede Wereldoorlog bepaalde de Commissie voor Perszuivering dat hij zeven jaar lang geen werk als journalist mocht doen, omdat hij tijdens de oorlog had gepleit dat de krant medewerking verleende aan de Duitsers. Daarna werd hij onder andere perschef bij de Stoomvaart Maatschappij Nederland.

## Verslaving
Al van jongs af aan werd het leven van Korsten beheerst door angsten en om die te bestrijden greep hij zowel naar de fles als naar medicijnen. Verslavingen aan drank en pillen waren het gevolg.

## De politiek
In 1959 kreeg Korsten de politieke partij KVP als klant. Hij ging Norbert Schmelzer helpen bij de verkiezingscampagne. In het begin van de jaren zestig breidde het netwerk van Korsten zich uit en huurden ook andere bewindslieden hem in.
Zijn taak bestond vooral uit het opzetten van een afdeling publiciteit en het helder formuleren van stukken die naar buiten gingen. Doordat hij met zoveel ministers sprak, was hij van veel politieke plannen op de hoogte. Zo kreeg hij een grote machtspositie in Den Haag. Hij regelde uiteindelijk niet alleen de PR, maar gaf de ministers ook beleidsadviezen.
In 1967 vertelde Ben Korsten in een interview over zijn contacten in de Nederlandse politiek. Dat was voor veel van zijn klanten reden om hun samenwerking met hem te stoppen.

## Overlijden
Korsten viel na zijn ontslag in een diep gat.
Uiteindelijk werd hij in augustus 1969 opgenomen in de Ursula-kliniek in Wassenaar, waar hij korte tijd later op 53-jarige leeftijd onder onduidelijke omstandigheden overleed. Bij zijn uitvaart in Heemstede verscheen slechts een handvol mensen, vrijwel allen politici voor wie hij ooit adviseurswerk had verricht ontbraken. VVD-senator Harm van Riel - die Korsten tijdens zijn werkzaamheden voor de provincie Zuid-Holland had leren kennen - was wel aanwezig en hield een grafrede.
In 1983 werd de film De mannetjesmaker, gebaseerd op de carrière van Korsten, uitgebracht. De naam van Korsten en enkele andere personen werden wel gewijzigd, vanwege veiligheidsoverwegingen en auteursrechten.